# Maitrank
Ne doit pas être confondu avec Fêtes du Maitrank.

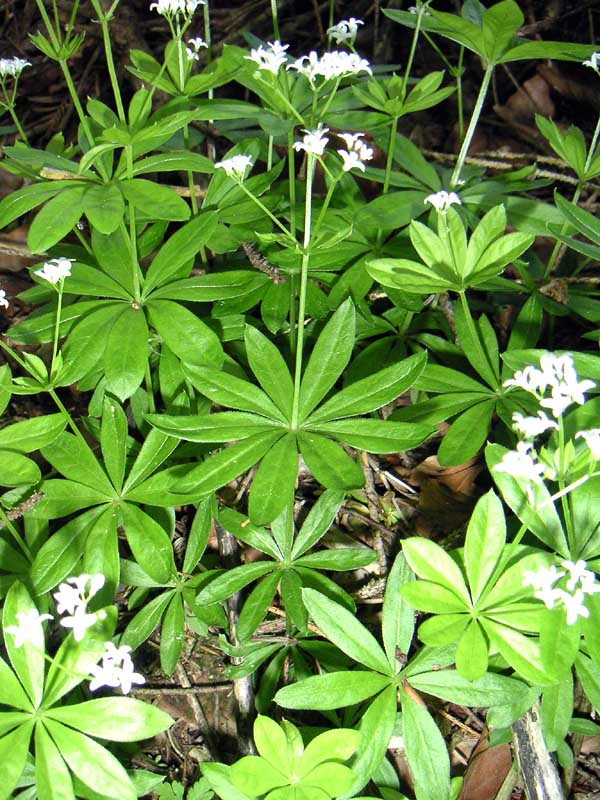
L'aspérule odorante, ingrédient de base.

Le Maitrank ou Maiwein est un vin aromatisé saisonnier, spécialité du  Pays d'Arlon en Belgique, obtenue par la macération dans du vin blanc de Moselle luxembourgeoise, d'inflorescences d'aspérule odorante — qu’on appelle encore « reine des bois » ou « faux muguet » et qui fleurit au mois de mai (d'où le nom « maitrank », signifiant « boisson de mai » en patois arlonais), auxquelles on ajoute du sucre, des oranges en tranches (ou d'autres fruits selon les variantes et les recettes) et du cognac.

## Histoire
En allemand comme en francique mosellan, langue germanique parlée au Grand-Duché de Luxembourg, et en Moselle Maitrank signifie littéralement « boisson de mai » et Maiwein « vin de mai ». Il est difficile de préciser exactement l'époque d'apparition de cette boisson. Des documents des moines bénédictins de l’abbaye de Prüm en Allemagne en font déjà mention au IXe siècle. Le Maitrank est mentionné pour la première fois par un moine de Prüm en 854 (glosé comme meiowîn en vieux haut-allemand et vinum maiores en latin).
Les habitants des régions viticoles allemandes avaient pris l’habitude de tempérer l’acidité des vins inférieurs par l’adjonction, par macération, de fruits ou de plantes de saison. Les moines n’ignoraient pas que l’aspérule odorante possédait des vertus médicinales (cholérétique, cholagogue, tonique et antispasmodique). Ils la faisaient donc macérer dans le vin et buvaient la macération au printemps pour chasser les toxines de l’hiver. Ils la faisaient goûter aux habitants de la région et en offraient aux voyageurs qui leur demandaient asile. La population régionale ne tarda pas à les imiter.
Avec le temps et surtout l’amélioration de la vinification, l’habitude de faire macérer plantes ou fruits dans le vin se perdit progressivement et le Maitrank vit sa vogue en forte régression en Allemagne et au Grand-Duché de Luxembourg, sans toutefois jamais totalement disparaître. Certaines familles de ces régions avaient conservé la coutume et en fabriquaient tous les ans, mais la recette ne dépassait pas le cadre familial confidentiel.
Dans les années 1950, des Arlonnais décident de mettre la recette au goût du jour, et ajoutent, à l'aspérule qui lui donne de l'amertume, des éléments adoucissants et aromatiques qui font aujourd'hui partie de la recette de base du Maitrank: du sucre, des oranges et citrons en tranches et du cognac (ce dernier aussi pour ralentir la seconde fermentation).

## Folklore

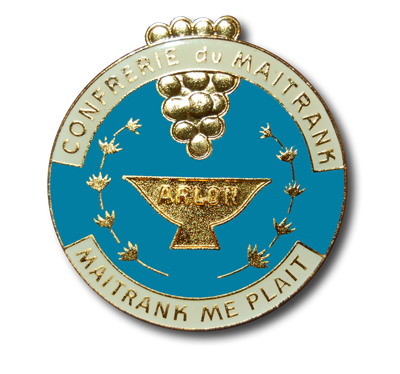
Médaille de la Royale Confrérie du Maitrank d'Arlon.

### Fêtes du Maitrank
Cette recette connait un vif succès et relance le Maitrank au point que dès 1955, une commission communale de la ville d'Arlon organisa pour la première fois une journée du Maitrank et du genêt durant le mois de mai. Depuis lors, chaque année, Arlon est animé par les « fêtes du Maitrank » l'avant-dernier week-end du mois de mai. En mai 1964 fut créée la Confrérie du Maitrank d'Arlon afin de faire connaître davantage la boisson, la ville et sa région.

## Recette
Il n'existe pas une recette unique de Maitrank mais les ingrédients de base sont toujours les mêmes : l'aspérule odorante, le vin blanc sec de la Moselle Luxembourgeoise, l'orange et le sucre. 

## Ailleurs
La macération d'aspérule odorante dans du vin blanc (ou ses équivalents commerciaux) est la base de plusieurs variantes que l'on retrouve notamment au Luxembourg, en Belgique (Cantons de l'Est), en Allemagne, en Autriche et en Alsace/Lorraine où ce type de boisson est appelé Maiwein, Maibowle ou Maitrank (« vin de mai, punch de mai, boisson de mai ») et dans les régions aux États-Unis de culture allemande où il s'appelle May wine (« vin de mai »).

### Sources
- Site de la Royale Confrérie du Maitrank.
- "Le Maitrank, divin apéro arlonais", Le Vif, 14 août 2015.